# Mortadelo y Filemón. Misión: salvar la Tierra
Pour plus de détails, voir Fiche technique et Distribution.
Mortadelo y Filemón. Misión: salvar la Tierra est un film espagnol réalisé par Miguel Bardem (de), sorti en 2008. Il met en scène les personnages de la bande dessinée Mortadel et Filémon créée par Francisco Ibáñez.

## Synopsis
Les réserves d'eau de la Terre ont mystérieusement disparu: le professeur Bacterio teste une invention censée faire tomber la pluie, mais ne fait qu'aggraver la situation en produisant l'effet inverse. Don Botijola, directeur d'une fabrique de boisson infecte portant son nom, décide de capturer Bacterio afin de faire disparaître les réserves d'eau et ainsi obtenir le monopole des boissons. Super décide d'envoyer Mortadelo et Filemon sur l'affaire... Mais ils ignorent que 3 anciens ennemis sont à la solde de Botijola : Chulin, Todoquisque (Maître du Déguisement) et Matraca (bandit doté d'une très grande force). Ils devront parcourir la Mésopotamie au temps des Romains, la sombre époque de l'Inquisition pour récupérer les morceaux de la machine grâce à un photomaton à remonter le temps, pour « sauver la Terre ».

## Fiche technique
- Titre : Mortadelo y Filemón. Misión: Salvar la Tierra
- Réalisation : Miguel Bardem
- Scénario : Miguel Bardem, Carlos Martín et Juan Vicente Pozuelo d'après la bande dessinée Mortadel et Filémon de Francisco Ibáñez
- Musique : Juan Bardem
- Photographie : Unax Mendia
- Montage : Iván Aledo
- Production : Antonio Asensio, Tadeo Villalba hijo
- Société de production : On Pictures, Zeta Audiovisual, Antena 3 Films, Canal+ España
- Pays :  Espagne
- Genre : Comédie, espionnage et science-fiction
- Durée : 94 minutes
- Dates de sortie : 
  -  Espagne : 25 janvier 2008
  -  France : 16 juillet 2010
  -  États-Unis : 24 juillet 2012

## Distinctions
Lors de la cérémonie des Goyas 2009, le film remporte le Prix Goya des meilleurs effets spéciaux et le Prix Goya des meilleurs maquillages et coiffures. Il a également été nommé pour le Prix Goya du meilleur montage.